# Mary Lines
Mary Lines (née le 3 décembre 1893 et morte en décembre 1978) est une athlète britannique, spécialiste des épreuves de sprint et du saut en longueur.

## Biographie
Elle remporte cinq médailles, trois en or, une en argent et une en bronze lors des Jeux mondiaux féminins de 1922, à Paris,.
Elle a détenu le record du monde du 100 mètres, du 400 mètres et du 800 mètres.